# Marjanca Scheicher
Marjanca Scheicher (rojena Likovič), slovenska novinarka, urednica, publicistka, založnica, političarka in pisateljica, * 22. marec 1983, Ljubljana
Zaslovela je s pisanjem erotičnih romanov in biografij slovenskih estradnikov.
Je predsednica Alumni kluba MLC Ljubljana. Zaposlena je bila kot višja svetovalka v Službi Vlade Republike Slovenije za razvoj in evropsko kohezijsko politiko, ki ga je vodil Zvonko Černač (mandat premierja Janeza Janše).

### Izobrazba
Hodila je na jezikovno smer na Gimnaziji Jožeta Plečnika - angleščina, nemščina in španščina. Je absolventka slovenščine in španščine na Filozofski fakulteti v Ljubljani. Diplomirala je na MLC Ljubljana iz hipotekarnih kreditov za nepremičnino in pridobila naziv diplomirana poslovna pravnica. Njen mentor je bil mag. Boštjan J. Turk. Magistrirala je leta 2020 na MLC Ljubljana, in sicer iz davčne utaje kot prekrška in kot kaznivega dejanja pri prof. dr. Aleksiju Mužini. V letih 2018 in 2019 se je s študentsko sekcijo udeležila mednarodne konference Atiner v Atenah - leta 2019 je predstavljala optimizacijo postopka hipotekarnega kredita, kar je sicer raziskovala za svoje diplomsko delo.

### Novinarstvo, založništvo in pisateljevanje
Bila je novinarka tabloida Nova in namestnica urednice tabloida Lea (oba pri založbi Adria Media). Urejala je nekdanji tiskani tednik Škandal24. Ob nenapovedanem obisku poročevalke za New York Times na skupnem uredništvu medijev Škandal24, Nova24TV in Demokracija se je skrivala za vrati. Pisala je za spletno stran nova24tv.si. Na Nova24TV je vodila oddajo Iz oči v oči. Ko je na tem kanalu po Janšinem obsojajočem tvitu tedaj še neizvedeno predavanje Boža Repeta označila za škandal brez primere, podporo komunističnemu totalitarizmu in sramoto za Slovenijo, jo je ta na odprti strani časnika Dnevnik imenoval »neka Marjanca Scheicher« in pripomnil še, da nima pojma o zgodovini.
Bila je članica žirije za najboljšo domoljubno pravljico na natečaju založbe Nova obzorja in Demokracije.
Od leta 2013 je imela svojo založbo Alpemedia, pri kateri je knjigo izdal tudi Miro Petek, in pod katero je do leta 2015 izdajala tabloidno spletno stran podalpami.si, za katero je pisal tudi Zmago Jelinčič.
Po besedah pokojnega Maxa Modica ji ležijo vroče in razgaljene teme. Miran Hladnik je izposojo njenih romanov v letu 2012 označil za spodobno, vendar daleč od izjemnega komercialnega uspeha, saj ni presegala izposoje del kresnikovih nagrajencev.

### Estradništvo
Bila je članica žirije na lepotnem izboru Mister Slovenije 2011. Leta 2010 je zmagala v estradniški kategoriji teka v petkah slovenske izdaje revije Cosmopolitan.

### Politika
Bila je članica sveta vaške skupnosti Tomišelj. Neuspešno je kandidirala za isti položaj na lokalnih volitvah leta 2018 (predlagatelj SDS).

### Zasebno
Ima brata in sestro. Živi v Tomišlju. Poročila se je leta 2006 s pripadnikom Slovenske vojske in ima dva otroka. Z Angelco Likovič sicer ni v krvnem sorodstvu, je pa Angelca poročena z bratrancem Marjančinega očeta.

## Nagrade in priznanja
- 2011: zlati stojan • za nadpovprečne domače dosežke (LaToyina biografija, knjiga Kešpičke in organizacija vročih dogodkov) v zabavni industriji za odrasle (sejem Erotika 69, podeljevalec Zavod za kulturo pornografije 69)[27][28][29]